# 毕元宾
毕元宾（？—？），东平郡须昌县（今山东省泰安市东平县）人，刘宋、北魏官员。

## 生平
毕元宾少年时豪迈侠义，有军事才干，涉猎经史书籍，在刘宋宋文帝时期出任正员将军。泰始三年（467年）正月，刘宋徐州刺史薛安都献城投降北魏，毕元宾的父亲兖州刺史毕众敬没有和薛安都同谋。毕元宾因为母亲及家人百余人都在彭城，害怕遭到祸难，日夜哭泣，不断请求毕众敬也归降北魏，毕众敬还是没有听从。毕众敬之前已经向着宋明帝刘彧上表谢罪，宋明帝任命毕众敬为兖州刺史，却因为毕元宾有其他罪行，唯独不赦免毕元宾。毕众敬拔刀砍柱子说：“到了白头的年纪，只有这个儿子。现在他没得到原谅宽恕，我凭什么独全自身？”同年十一月壬子（467年12月16日），等到北魏将军尉元到了瑕丘，毕众敬献城投降，毕元宾和与父亲毕众敬一起归附北魏。等到毕元宾到了北魏京城洛阳，和毕众敬都成为上客，获赐爵须昌侯，加平远将军。后来因为毕元宾功勋重，出任使持节、平南将军、兖州刺史，获非正式的爵位彭城公。毕元宾和父亲相互前后担任故乡兖州的刺史，当时的人都认为他们很荣耀。此时毕众敬因为年老回到故乡，经常称呼毕元宾为使君。毕众敬经常在毕元宾处理政务时，乘车来到毕元宾所在之处，先派遣随从命令毕元宾不需要迎接致敬，在旁观看毕元宾决断政务，面上露出喜悦满意的笑容。毕众敬善于经营家产，尤其是擅长督收田产，大量储备积蓄。毕元宾为官清廉平和，善于抚慰百姓，百姓都尊敬喜爱他。后来毕元宾因为父亲毕众敬去世离职，在守丧期间被遥授长兼殿中尚书。当年冬季晚期，毕元宾去世，朝廷赠予抚军将军、卫尉卿，谥号平，赐给帛八百匹。
毕元宾归附北魏后，先是娶东平刘氏，有四个儿子毕祖朽、毕祖髦、毕祖归、毕祖旋，获赐妻元氏生两个儿子毕祖荣、毕祖晖。毕祖朽最年长，毕祖晖比毕祖髦小。北魏的旧例，前妻即便先有儿子，之后赐妻所生的儿子都是承宗的嫡子。所以刘氏先去世，毕祖晖不服重孝；元氏后去世，毕祖朽等人都为元氏守孝三年。

## 家庭

### 父亲
- 毕众敬，北魏宁南将军、兖州刺史、东平公

### 子女
- 毕祖朽，北魏安东将军、瀛州刺史、南城县男
- 毕祖髦，北魏扬烈将军、兖州别驾、须昌伯
- 毕祖荣，早逝，由儿子毕义允袭毕众敬爵位东平公
- 毕祖晖，北魏抚军将军、豳州刺史、新昌县子
- 毕祖归，北魏建宁郡太守
- 毕祖旋，北魏太尉行参军、镇远将军
- 毕氏，郑子默的祖母[8][9]